# Xanthorhoe camelias
Xanthorhoe camelias là một loài bướm đêm trong họ Geometridae.